# Wade (Name)
Wade ist ein im englischen Sprachraum, insbesondere in den USA vorkommender männlicher Vorname sowie Familienname.

## Verbreitung
In Deutschland kommt der Name mindestens seit 2014 ab und zu in der Namensgebung vor. In den letzten 10 Jahren wurde er etwa 20 Mal vergeben. Den Namen tragen in der Schweiz neun Personen (Stand 2023). In Frankreich, Schottland und Nordirland wird der Name sporadisch bei der Namenswahl berücksichtigt, aber in einem geringen Umfang. Der Name Wade kommt in England und Wales seit 1996 fast jährlich in den Hitlisten der Top-1000 vor.
In den USA ist der Name seit 1880 in der Namensgebung vertreten. Bis zu den 1990er Jahren lag der Name in den Top-300, danach ging seine Popularität stark zurück. Seit den 2010er Jahren wird er wieder häufiger bei der Namenswahl berücksichtigt. Im Jahr 2023 belegte er Rang 341. Von 1930 bis 2023 wurde er circa 67.100 Mal gewählt. In Kanada ist Wade ein geläufiger Jungenname, der seit 1980 jährlich in der Namensgebung vorkommt. Von 1980 bis 2023 wurden rund 2.000 Jungen so genannt. Der Name lag in Australien zwischen 1975 und 1985 hin und wieder in den Top-100 der Vornamenscharts.

## Namensträger

### Vorname
- Wade Barnes (1954–2012), US-amerikanischer Jazz-Schlagzeuger, Komponist, Musikproduzent, Arrangeur und Musikpädagoge
- Wade Belak (1976–2011), kanadischer Eishockeyspieler
- Wade Bell (1945–2024), US-amerikanischer Mittelstreckenläufer
- Wade Bergman (* 1990), deutsch-kanadischer Eishockeyverteidiger
- Wade Boggs (* 1958), US-amerikanischer Baseballspieler
- Wade Brookbank (* 1977), kanadischer Eishockeyspieler
- Wade Carpenter (* 1973), US-amerikanischer Schauspieler
- Wade Church (1908–2002), US-amerikanischer Jurist und Politiker
- Wade Cunningham (* 1984), neuseeländischer Automobilrennfahrer
- Wade Dominguez (1966–1998), US-amerikanischer Schauspieler
- Wade Dubielewicz (* 1979), kanadischer Eishockeytorwart
- Wade Flaherty (* 1968), kanadischer Eishockeytorwart und -trainer
- Wade Fox (1920–1964), US-amerikanischer Zoologe und Herpetologe
- Wade Hampton I. (1754–1835), US-amerikanischer General, Politiker und Pflanzer
- Wade Hampton II. (1791–1858), US-amerikanischer Plantagenbesitzer und Offizier
- Wade Hampton III. (1818–1902), amerikanischer General und Politiker (South Carolina)
- Wade Hayes (* 1969), US-amerikanischer Country-Sänger
- Wade Keyes (1821–1879), stellvertretender Justizminister der Konföderierten Staaten von Amerika
- Wade H. Kitchens (1878–1966), US-amerikanischer Politiker
- Wade Mainer (1907–2011), US-amerikanischer Bluegrass-Musiker
- Wade Megan (* 1990), US-amerikanischer Eishockeyspieler
- Wade H. McCree (1920–1987), US-amerikanischer Jurist und United States Solicitor General
- Wade Redden (* 1977), kanadischer Eishockeyspieler
- Wade Robson (* 1982), australischer Choreograf
- Wade Whaley (1892–1968), US-amerikanischer Jazzmusiker
- Wade Williams (* 1961), US-amerikanischer Schauspieler

### A
- Abdoulaye Wade (* 1926), senegalesischer Präsident
- Abdul Wade (1866–1928), afghanisch-australischer Unternehmer
- Adam Wade (1935–2022), US-amerikanischer Popmusik-Sänger und Schauspieler
- Arthur Wade (1878–1951), britisch-australischer Geologe
- Aubrey Wade (* 1977), britischer Fotograf

### B
- Barclay Wade (1944–2021), australischer Ruderer
- Benjamin Wade (1800–1878), US-amerikanischer Politiker
- Benjamin Martin Wade (1883–1958), australischer Unternehmer und Politiker
- Bob Wade (Robert Allison Wade; 1920–2012), US-amerikanischer Schriftsteller, siehe Whit Masterson
- Bob Wade (1921–2008), britischer Schachspieler, siehe Robert Graham Wade
- Bob Wade (Künstler) (Daddy-O; 1943–2019), US-amerikanischer Fotograf, Bildhauer und Objektkünstler
- Brian Patrick Wade (* 1978), US-amerikanischer Schauspieler und Fitness-Trainer/Model

### C
- Carlson Wade (1928–1993), US-amerikanischer Autor
- Celia Wade-Brown (* 1956), Bürgermeisterin von Wellington in Neuseeland
- Charles Gregory Wade (1863–1922), australischer Jurist und Politiker
- Christian Wade (* 1991), englischer Rugby-Union-Spieler
- Cynthia Wade (* 1967), US-amerikanische Dokumentarfilmerin

### D
- Dominic Wade (* 1990), US-amerikanischer Boxer
- Donald Wade, Baron Wade (1904–1988), britischer Politiker und Mitglied des House of Lords
- Dwyane Wade (* 1982), US-amerikanischer Basketballspieler

### E
- Eddie Wade (1948–2025), irischer Politiker
- Edward Wade (1802–1866), US-amerikanischer Politiker
- Edwige Lawson-Wade (* 1979), französische Basketballspielerin
- Emma Wade (* 1980), belizische Leichtathletin
- Ernst Wade (1934–2021), deutscher Fußballspieler

### G
- George Wade (1673–1748), britischer Feldmarschall
- Gerald Edward Wade (1896–1986), US-amerikanischer Romanist und Hispanist

### H
- Harrie Walter Wade (1905–1964), australischer Farmer und Politiker
- Harry Wade (1928–2016), kanadischer Basketballspieler
- Henry Wade (1887–1969), englischer Krimischriftsteller
- Henry Menasco Wade (1914–2001), US-amerikanischer Anwalt
- Henry Theodore Wade-Gery (1888–1972), britischer Klassischer Philologe
- Horace M. Wade (1916–2001), US-amerikanischer General
- Hugh Wade (1901–1995), US-amerikanischer Politiker

### I
- Ibrahima Wade (* 1968), französischer Sprinter

### J
- James Wade (Basketballtrainer) (* 1975), US-amerikanisch-französischer Basketballspieler und -trainer
- James Wade (* 1983), englischer Dartspieler
- Jenny Wade (* 1980), US-amerikanische Schauspielerin
- Jeremy Wade (* 1956), englischer Biologe und Fernsehmoderator
- Jess Wade (Jessica Alice Feinmann Wade; * 1988), britische Physikerin
- Jessica Wade (Fußballspielerin) (* 2003), südafrikanische Fußballspielerin
- Jim Wade (1947–2020), US-amerikanischer Basketballspieler
- Jimmy Wade, US-amerikanischer Trompeter und Bandleader
- Joe Wade (1921–2005), englischer Fußballspieler und -trainer
- John Wade (1788–1875), britischer Journalist, Ökonom und Historiker
- John Wade (Unternehmer) (1842–1931), australischer Unternehmer
- John Francis Wade (1711–1786), britischer Komponist
- Joivan Wade (* 1993), britischer Youtuber und Schauspieler
- Julian Wade (* 1990), dominicanischer Fußballspieler

### K
- Karim Wade (* 1968), senegalesischer Banker und ehemaliger Politiker der Parti Démocratique Sénégalais (PDS).
- Kenneth Wade (1932–2014), britischer Chemiker
- Kevin Wade (* 1954), US-amerikanischer Drehbuchautor, Filmproduzent und Schauspieler
- Kirsty Wade (* 1962), britische Leichtathletin

### L
- LaMonte Wade (* 1994), US-amerikanischer Baseballspieler
- Larry Wade (* 1974), US-amerikanischer Leichtathlet
- Lauren Wade (* 1993), nordirische Fußballspielerin
- Leslie Augustus Burton Wade (1864–1915), australischer Ingenieur

### M
- Mamadou Idrissa Wade (* 1985), mauretanischer Fußballspieler
- Mame Wade (* 2002), senegalesischer Fußballspieler
- Martin Joseph Wade (1861–1931), US-amerikanischer Politiker
- Mary Wade (Badminton) (um 1910–??), neuseeländische Badmintonspielerin
- Mary Hazelton Wade (Mary Hazelton Blanchard Wade; 1860–1936), US-amerikanische Schriftstellerin
- Mary Julia Wade (1928–2005), australische Paläontologin
- Matthew Wade (* 1987), australischer Cricketspieler
- Michael J. Wade (* 1949), US-amerikanischer Biologe
- Mohamed Wade (* 1985), mauretanischer Fußballspieler

### N
- Nicholas Wade (* 1942), britisch-amerikanischer Wissenschaftsjournalist
- Nicholas J. Wade (* 1942), britischer Psychologe

### R
- Ray M. Wade junior (* 1964), US-amerikanischer Tenor
- Rebekah Wade, Geburtsname von Rebekah Brooks (* 1968), britische Journalistin
- Robert Wade (Wirtschaftswissenschaftler) (Robert Hunter Wade; * 1944), neuseeländischer Wirtschafts- und Politikwissenschaftler
- Robert Wade (* 1962), britischer Drehbuchautor, siehe Neal Purvis und Robert Wade
- Robert Wade-Gery (1929–2015), britischer Diplomat
- Robert Allison Wade (1920–2012), US-amerikanischer Schriftsteller, siehe Whit Masterson
- Robert Blakeway Wade (1874–1954), australischer Orthopäde
- Robert Graham Wade (1921–2008), neuseeländisch-britischer Schachspieler
- Robert Thompson Wade (1884–1967), britischer Geistlicher und Ichthyologe
- Roger Alan Wade, US-amerikanischer Songschreiber und Sänger
- Russell Wade (1917–2006), US-amerikanischer Schauspieler
- Ruthven Wade (1920–2001), britischer Offizier
- Ryan Wade (* 1988), englischer Fußballspieler

### S
- Seydina Insa Wade (1948–2012), senegalesischer Folkmusiker
- Sheldon Wade, australischer Maskenbildner
- Steep Wade (1918–1953), kanadischer Pianist und Saxophonist

### T
- Thomas Wade (Autor) (1805–1875), britischer Schriftsteller
- Thomas Wade (1818–1895), britischer Sinologe und Diplomat
- Travis Aaron Wade (* 1975), US-amerikanischer Schauspieler

### V
- Virginia Wade (* 1945), britische Tennisspielerin
- Viviane Wade (* 1932), senegalesische Präsidentengattin

### W
- William Wade, Baron Wade of Chorlton (1932–2018), britischer Politiker, Unternehmer und Manager
- William Wade (Filmtechniker) (* 19. oder 20. Jahrhundert; † 1984), US-amerikanischer Film-Techniker, Erfinder und Filmschaffender
- William H. Wade (1835–1911), US-amerikanischer Politiker